# Claudia Reina
Claudia Velina Reina Antúnez (Nogales, Sonora, 1980) es una escritora mexicana, maestra de escritura creativa y narradora. En 2016 recibió el Premio Nacional de Novela Ignacio Manuel Altamirano con la obra El mejor de los universos posibles, y en 2021 el Premio Bellas Artes de Cuento San Luis Potosí Amparo Dávila con 1% monstruo.

## Trayectoria
Reina estudió la licenciatura en Literaturas Hispánicas en la Universidad de Sonora. Recibió su titulación por alto promedio y ha sido becaria del Fondo Estatal para la Cultura y las Artes (FECAS), del Fondo Nacional para la Cultura y las Artes y de la Fundación para las Letras Mexicanas y del Programa de Estímulo a la Creación y al Desarrollo Artístico del Instituto Sonorense de Cultura (FECAS) en la categoría de Jóvenes Creadores, disciplina Letras, con el proyecto: Libro de Cuentos El conejo en el sombrero. Participó en las antologías Caminos que se bifurcan, editada por el Instituto Sinaloense de Cultura, en el 2015, y en Lados B. Narrativa de alto riesgo, editada por Nitro/Press, en el 2015. Escribe cuento, novela y dramaturgia.
Fue maestra del taller Un año, una novela, El arte de escribir historias y Taller de reescritura, como parte de la Escuela de Escritores del Instituto Sonorense de Cultura.

## Obras
- Esto no es una pipa Instituto Sonorense de Cultura, 2007.
- Paranoias, Instituto Sonorense de Cultura, 2007.
- La luz al final, Instituto Sonorense de Cultura, 2007.
- Muestra de literatura Joven de México, Fundación para Letras Mexicanas, 2008.
- Naves que se conducen solas, Instituto Sonorense de Cultura, 2011.
- La visita del señor Morht, Fondo Editorial Tierra Adentro, 2012.
- Imágenes/Destinos: muestra de literatura joven de México, Fundación para las Letras Mexicanas, 2013.
- Antología de letras, dramaturgia, guión cinematográfico y lenguas indígenas: generación 2013- 2014, primer período, Fondo Nacional para la Cultura y las Artes, 2014.
- Antología lados B: narrativa de alto riesgo 2015: mujeres, Nitro Press 2015
- Caminos que se bifurcan, Instituto Sinaloense de Cultura, 2016.
- Los visitantes, Instituto Sudcaliforniano de Cultura, 2017.[4]
- El fin del mundo, 2019. Obra de teatro.
- 1 % monstruo, 2021. Cuento.

## Premios
- En 2007, ganó el concurso del Libro Sonorense, en los géneros de Cuento y dramaturgia.[5]
- En 2011, con el pseudónimo Annia L., obtuvo el Premio Nacional de Novela para Escritoras Nellie Campobello, por el relato La visita del Señor Morht.[6]
- En 2015, Premio Regional de Cuento Ciudad de La Paz por su obra Los visitantes.[7][7]
- En 2016, Premio Nacional de Novela Ignacio Manuel Altamirano 2016.[8]

- En 2017, obtuvo el Concurso Nacional de Novela Nellie Campobello, por su obra Los visitantes.[9][10][6]
- Concurso del libro Sonorense, 2018, en la categoría de dramaturgia.[11]
- Premio Bellas Artes de Cuento San Luis Potosí Amparo Dávila 2021[12]